# Karl Blind
Karl Blind, né le 4 septembre 1826 à Mannheim et mort le 31 mai 1907 à Londres, est un révolutionnaire, écrivain et journaliste allemand.
Karl Blind étudia à Heidelberg, où il entra en contact avec le mouvement révolutionnaire. Il fut brièvement emprisonné en 1847 après la publication d'une brochure intitulée Deutscher Hunger und Deutsche Fürsten ("La faim allemande et les princes allemands").

## Biographie
Ayant pris part à l'insurrection républicaine badoise de Friedrich Hecker et Gustav Struve en avril 1848, Karl Blind dut se réfugier en France puis en Suisse. Quelques mois plus tard, il seconda  Struve lors de la seconde insurrection républicaine badoise (septembre 1848), inventant le slogan : « République allemande : Liberté, Instruction et Bien-être pour tous ». Arrêté, il fut condamné à huit ans de réclusion avant d'être libéré par une troisième insurrection (mai 1849). Chef du gouvernement républicain badois, Lorenz Brentano envoya Blind en mission diplomatique à Paris. Blind échoua cependant à obtenir un soutien de la part de Louis-Napoléon Bonaparte et dut même fuir la France après avoir pris part à la tentative de putsch de Ledru-Rollin (journée du 13 juin 1849).
Réfugié tout d'abord en Belgique puis, en 1855, à Londres, où il côtoya d'autres révolutionnaires en exil, comme Struve, Ledru-Rollin, Blanc, Kossuth et Mazzini, il gagna sa vie comme journaliste et écrivain.
Malgré la promulgation d'un décret d'amnistie en 1862, Blind préféra finir ses jours en Angleterre.
Il est inhumé au Cimetière de Brookwood.